# Parc du Denantou
Le parc du Denantou est un parc situé dans la ville vaudoise de Lausanne, en Suisse. 

## Géographie
Le parc est situé au sud-est de la ville, au bord du lac Léman dont il n'est séparé que par le quai de Belgique. Il est limité au nord par l'avenue du Denantou et à l'est par la Vuachère, rivière qui fait office de ligne de démarcation entre les communes de Lausanne et de Pully, et par le quai d'Ouchy. Juste à l'ouest du parc se trouve le musée olympique.

## Histoire
Au début du XIXe siècle, le parc du Denantou fait partie, tout comme les parcs olympique et de l’Élysée, de la campagne du Petit-Ouchy qui s’étend alors d’Ouchy à la Vuachère. La campagne du Denantou, qui appartient à Christian Dapples, est rachetée en 1818 par William Haldimand, banquier, hommes d'affaires et mécène anglo-suisse, qui transforme ce qui était un parc classique en un parc paysager. Devenu par la suite la propriété du sculpteur Édouard-Marcel Sandoz, il est racheté par la ville de Lausanne en 1928 et est mis à disposition du public dès l'année suivante,.

### Pari des trois tours
Selon une légende urbaine largement répandue mais qui n'est à ce jour étayée par aucune source digne de foi, William Haldimand, alors propriétaire des lieux, aurait, avec deux de ses amis Auguste Perdonnet et Charles de Cerjat, fait un pari vers 1823 : celui de construire à Lausanne la tour romantique la plus convaincante. La ruine pittoresque de William Haldimand aurait gagné le concours. En réalité, la tour de Perdonnet, située dans le parc de Mon-Repos, a été construite en 1821-1822 selon un projet du peintre genevois Pierre-Louis Bouvier. Elle précède de près de dix ans les deux autres tours lausannoises, à savoir la Tour Haldimand, que son propriétaire fait bâtir vers 1830 seulement au Denantou, à l'embouchure de la Vuachère, et celle (disparue) élevée par de Cerjat à Rovéréaz, au nord de la ville, dans les années 1830 également. En 1901, l'aménagement du quai d'Ouchy sépare la tour Haldimand, située à la pointe sud-est du domaine, du parc proprement dit.

## Flore et faune
On y trouve notamment des cèdres du Liban, des chênes, un cyprès chauve, des rhododendrons et des camélias. Un bassin héberge des grenouilles et des crapauds.

## Art
Plusieurs sculptures sont disséminées dans le parc : Le Sanglier, en bronze, commandé en 1937 au sculpteur lausannois d'origine parisienne Pierre Blanc par le Fonds communal des arts plastiques de la ville de Lausanne,,, la Vendangeuse de Casimir Reymond, datant de 1943,, ainsi que deux sculptures d'Édouard-Marcel Sandoz, qui vécut dans la maison du Denantou jusqu'à sa mort en 1971 : le Faune, en bronze et pierre, datant de 1955,, et la Fontaine aux Singes. Cette dernière, datant de 1934, en pierre et marbre, représente trois groupes de singes ; le groupe du sommet adopte les postures des trois singes de la sagesse : chacun cache une partie de son visage. Malgré tout, contrairement aux singes du symbole classique, le singe de gauche ne se cache qu'un œil et celui de droite ne se bouche qu'une oreille. La légende placée sous le groupe est également modifiée dans le but de se moquer des Vaudois : Ne voir que d'un œil, savoir se taire, n'entendre que d'une oreille. Au centre de la fontaine se trouve un cadran solaire au-dessous duquel est écrite la devise Être toujours à l'heure.

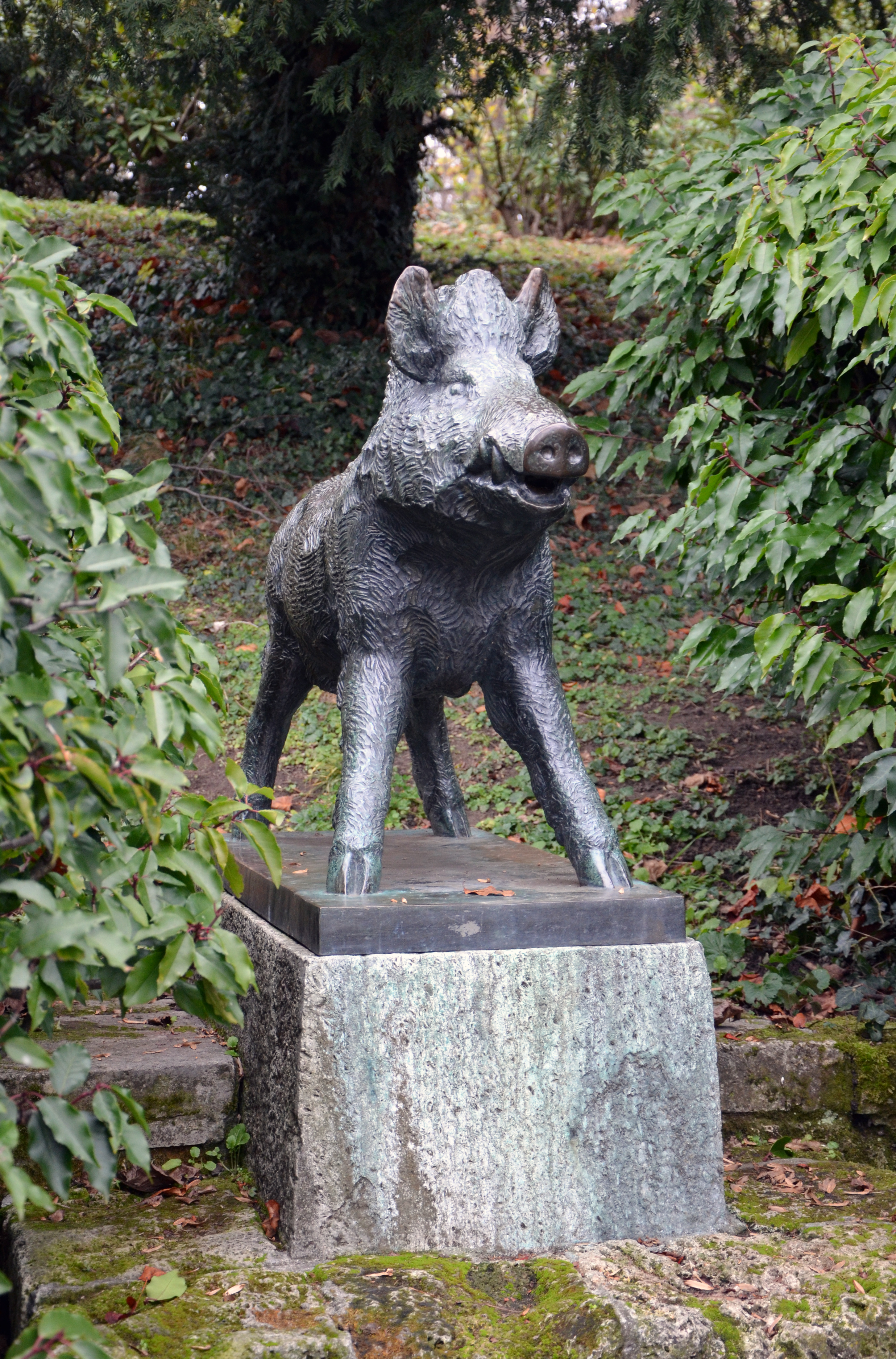
Le Sanglier, de Pierre Blanc.
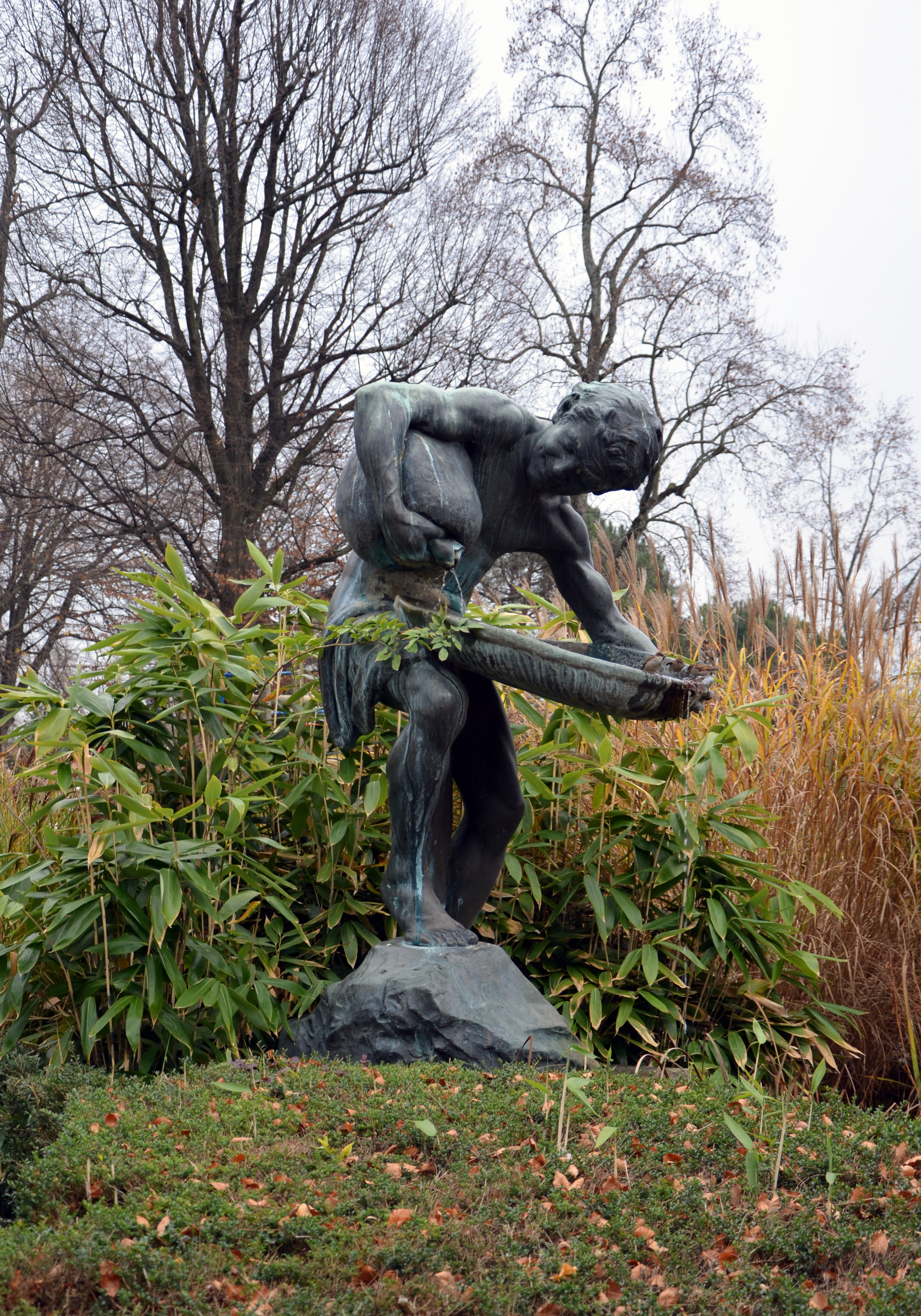
Le Faune, d'Édouard-Marcel Sandoz.
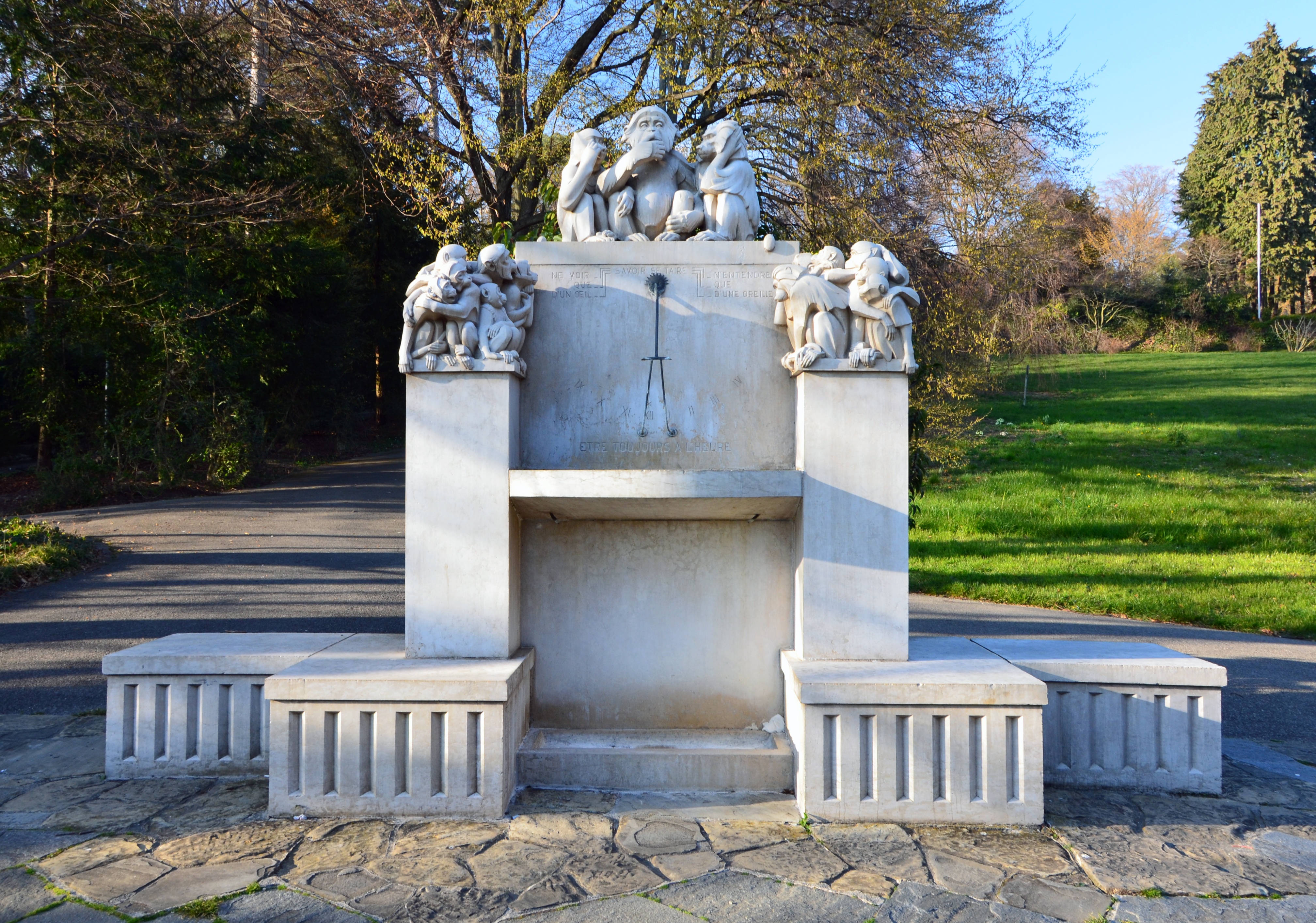
La Fontaine aux Singes, d'Édouard-Marcel Sandoz.
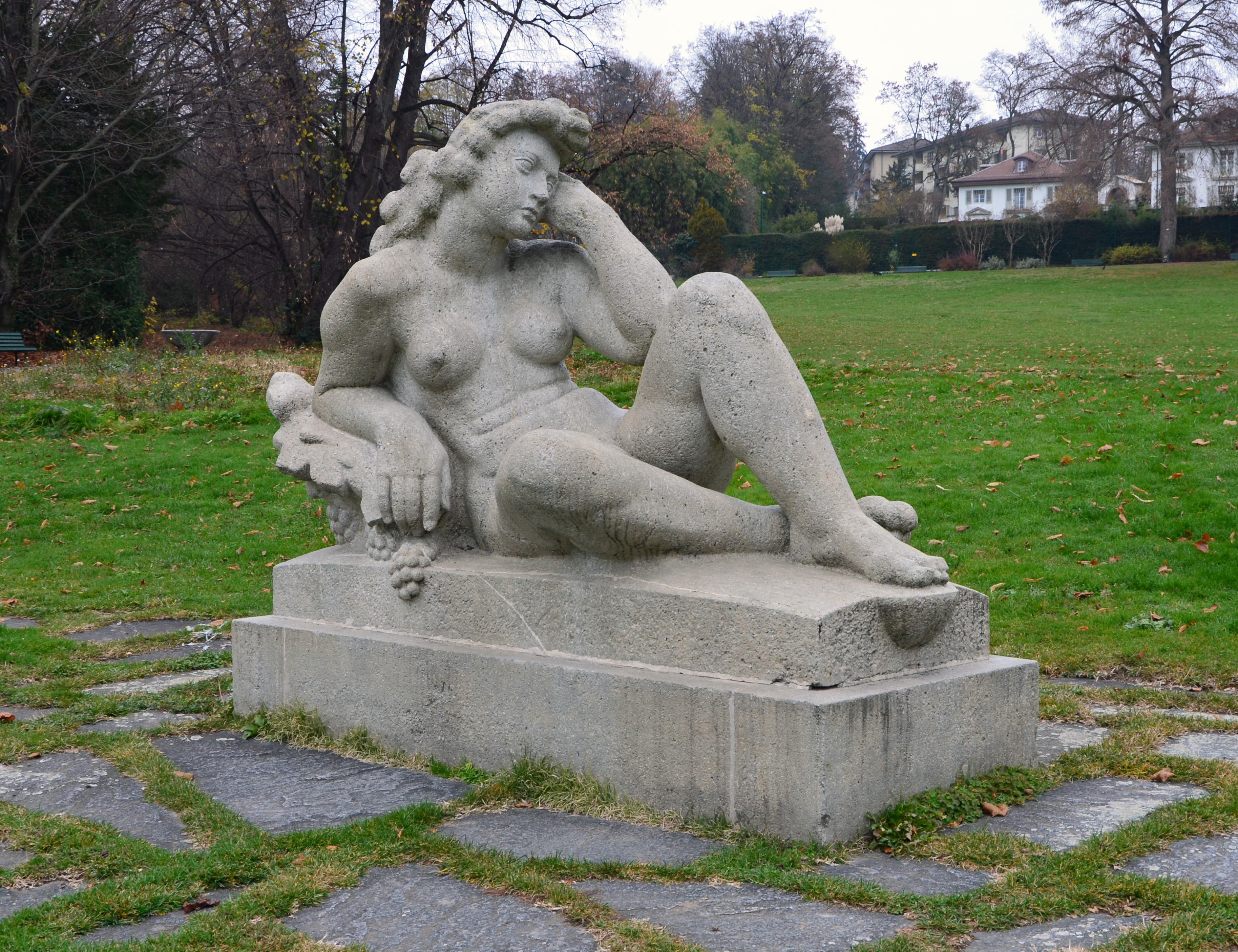
La Vendangeuse, de Casimir Reymond.

### Pavillon thaïlandais
En 2007 est construit au nord du parc un sala. Connu sous le nom de pavillon thaïlandais, il devait s’agir d’un cadeau du Roi de Thaïlande Rama IX pour saluer les relations diplomatiques entre la Suisse et la Thaïlande et rappeler également que le souverain a passé 18 ans à Lausanne entre 1933 et 1951. Sa construction, proposée par le roi en 1999, connaît de nombreuses oppositions avant d'être, dans un premier temps, abandonnée en 2002. Finalement, la construction d'un pavillon plus petit, offert cette fois par le gouvernement thaïlandais, est acceptée à l'occasion des 75 ans de relations diplomatiques entre les deux pays. Il est édifié, en collaboration avec le service des parcs et promenades de la ville, par treize artisans thaïlandais. Haut de 16 m, il est en bois et est recouvert de 100 000 feuilles d'or. Il est inauguré le 17 mars 2009 sous la présidence de la fille du roi, la princesse Maha Chakri Sirindhorn,,,,.

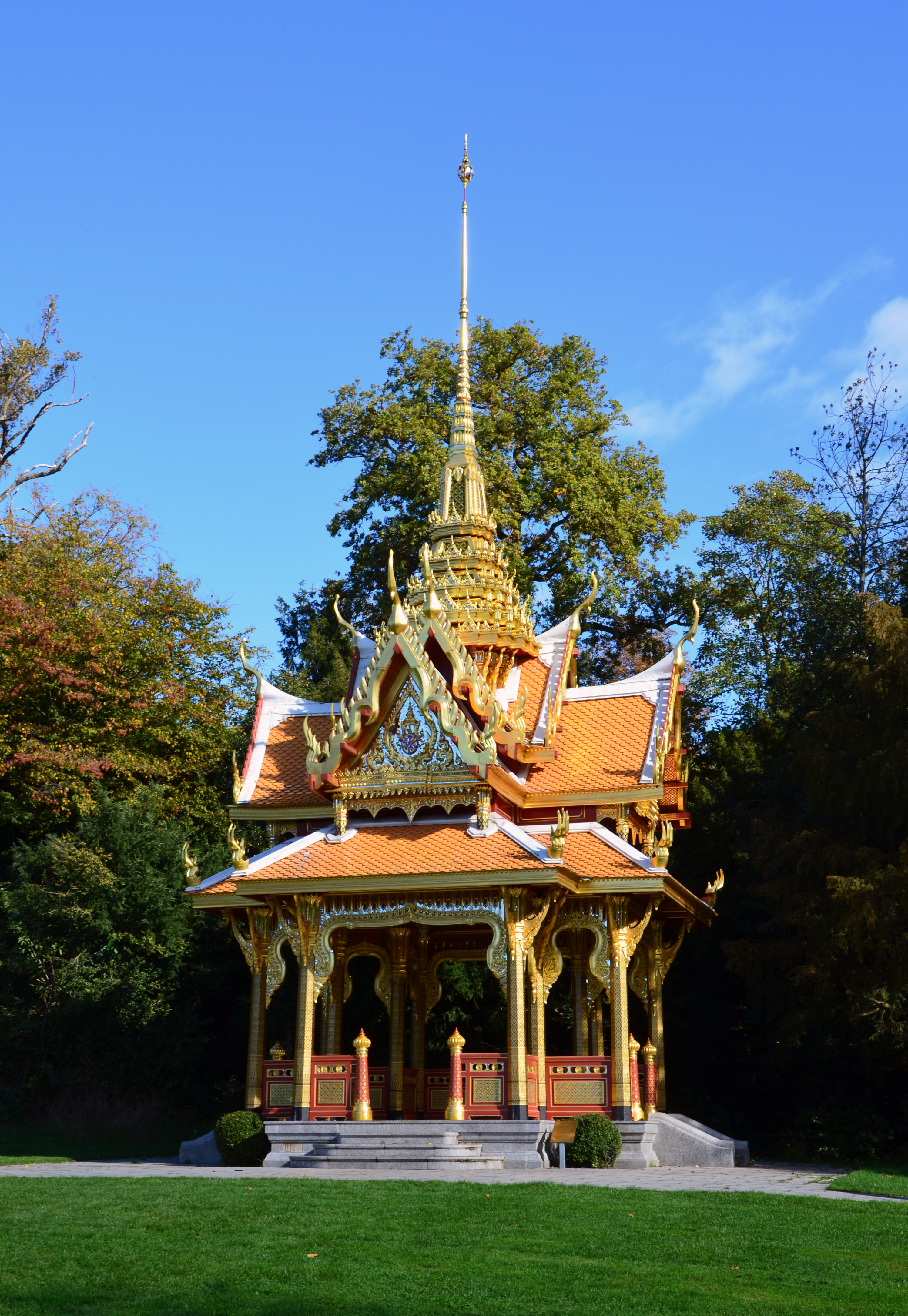
Le pavillon royal thaïlandais.
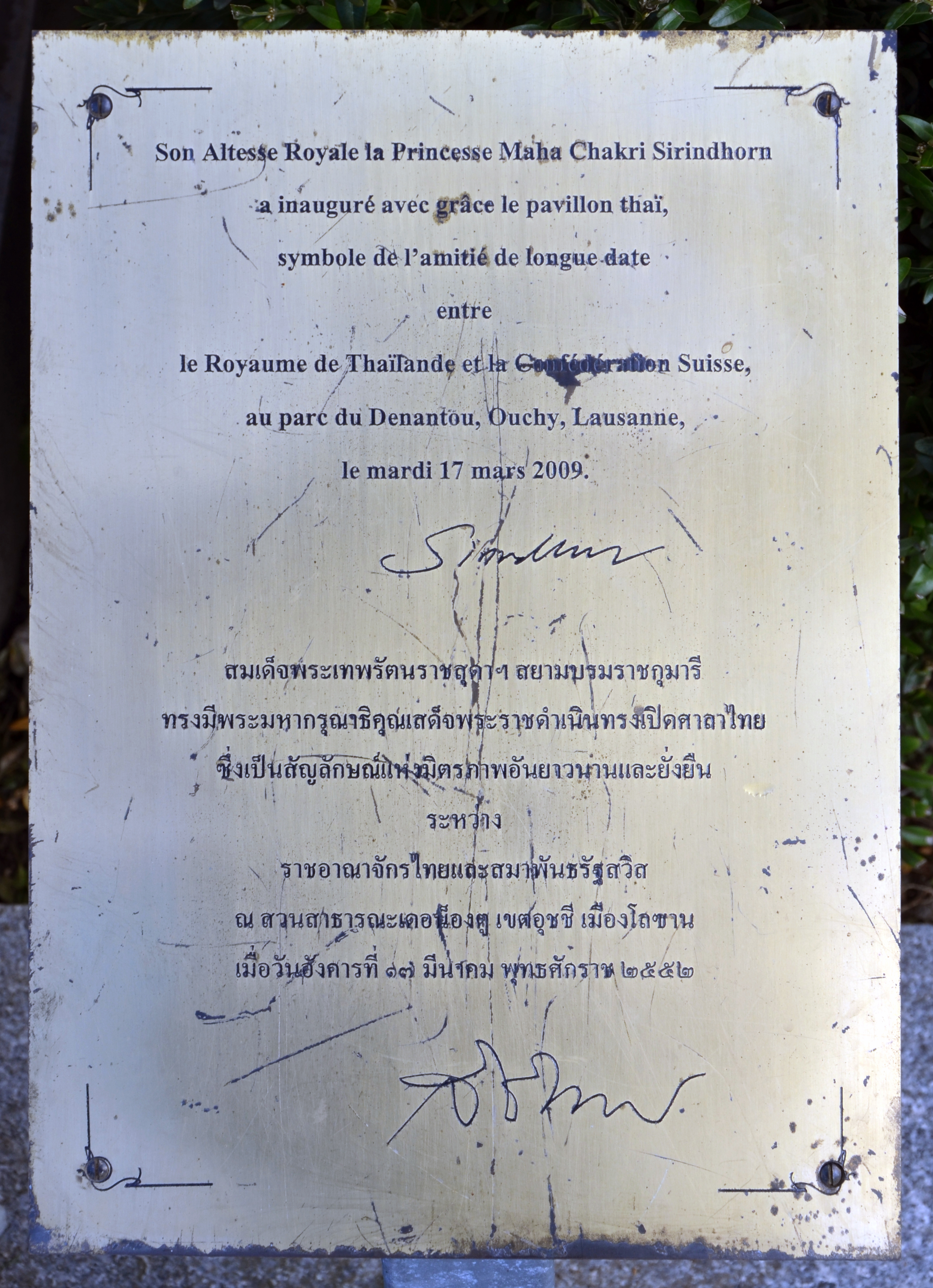
Le panneau d'information placé à côté du pavillon thaïlandais à l'occasion de son inauguration.
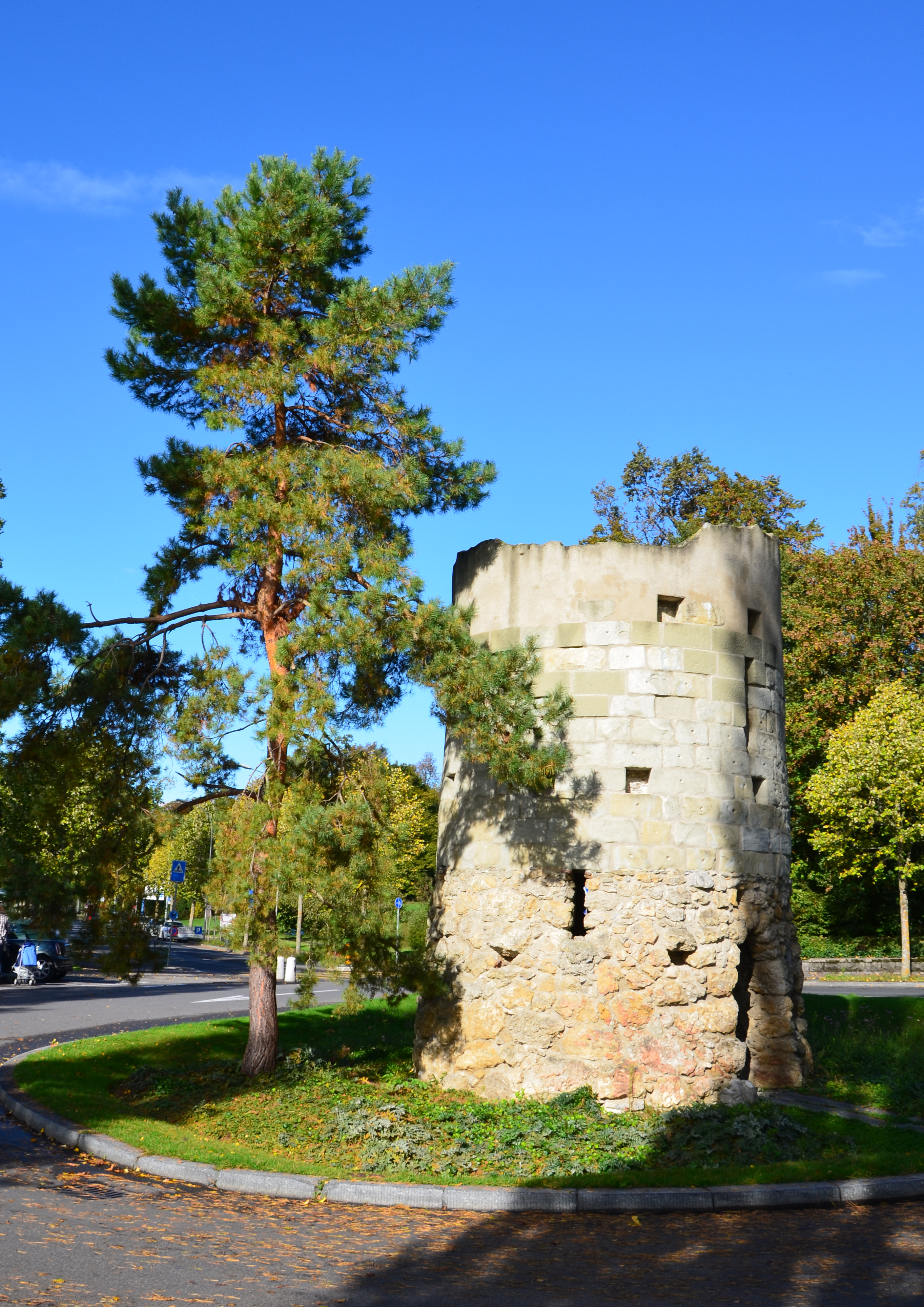
La tour Haldimand. Les arbres du second plan sont ceux du parc du Denantou.
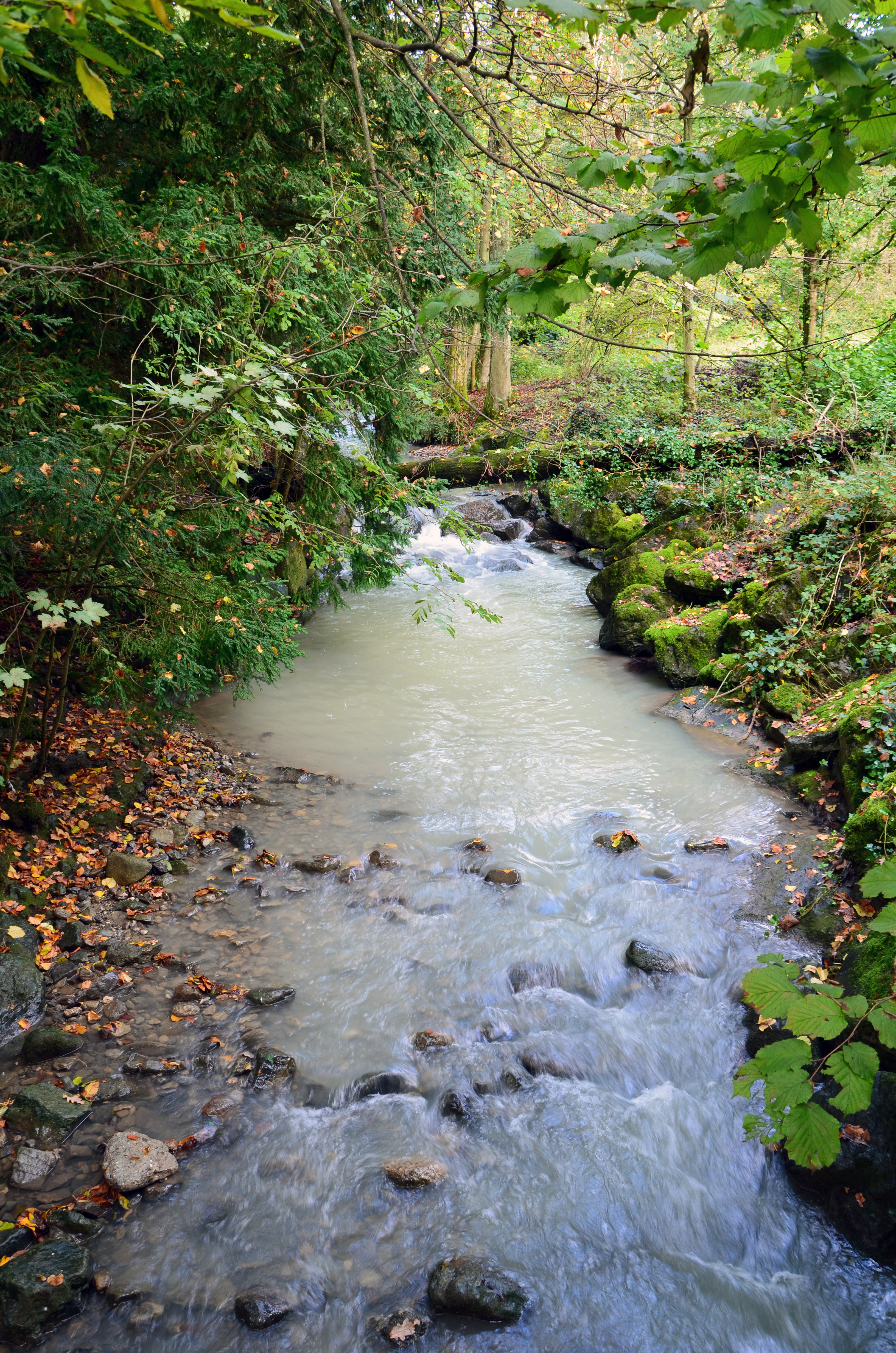
La Vuachère à son passage à l'extrémité est du parc, quelques dizaines de mètres avant son embouchure.